# Dálnice smrti

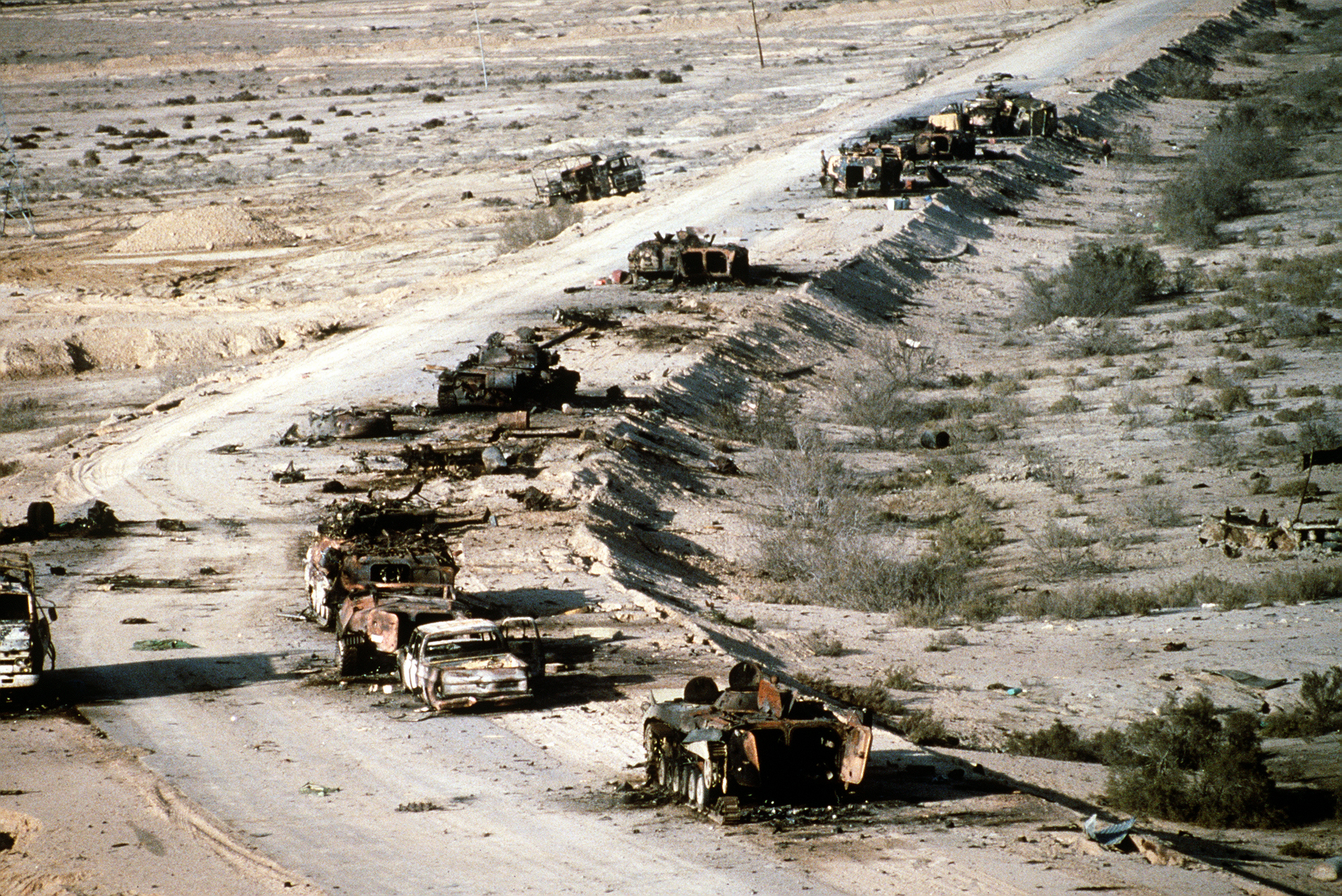
Dálnice smrti

Dálnice smrti (anglicky Highway of Death, arabsky طريق الموت‎) je termín, který se používá k označení šestiproudové dálnice mezi Irákem a Kuvajtem, oficiálně známé jako Dálnice 80. Začíná ve městě Kuvajt a prochází pohraničním městem Safwan do Basry v Iráku. Silnice byla použita iráckými ozbrojenými silami při invazi do Kuvajtu v roce 1990. Opravena byla po válce v Perském zálivu a používaly ji americké a britské síly v počátečních fázích invaze do Iráku v roce 2003.
Během koaliční ofenzivy OSN americké a kanadské vzdušné a pozemní síly napadly ustupující iráckou armádu, která se pokoušela dostat z Kuvajtu v noci z 26. na 27. února 1991. Útok měl za následek zničení stovek vozidel a úmrtí množství okupantů. Americké útoky proti iráckým konvojům byly ve skutečnosti vykonány na dvou místech. 1400 až 2000 vozidel bylo zasaženo nebo opuštěno na dálnici 80 severně od Al Džahra (skutečná „Dálnice smrti“). Více než sto vozidel bylo zničeno na méně známé dálnici 8, která vede do hlavní jihoirácké vojenské pevnosti Basra.

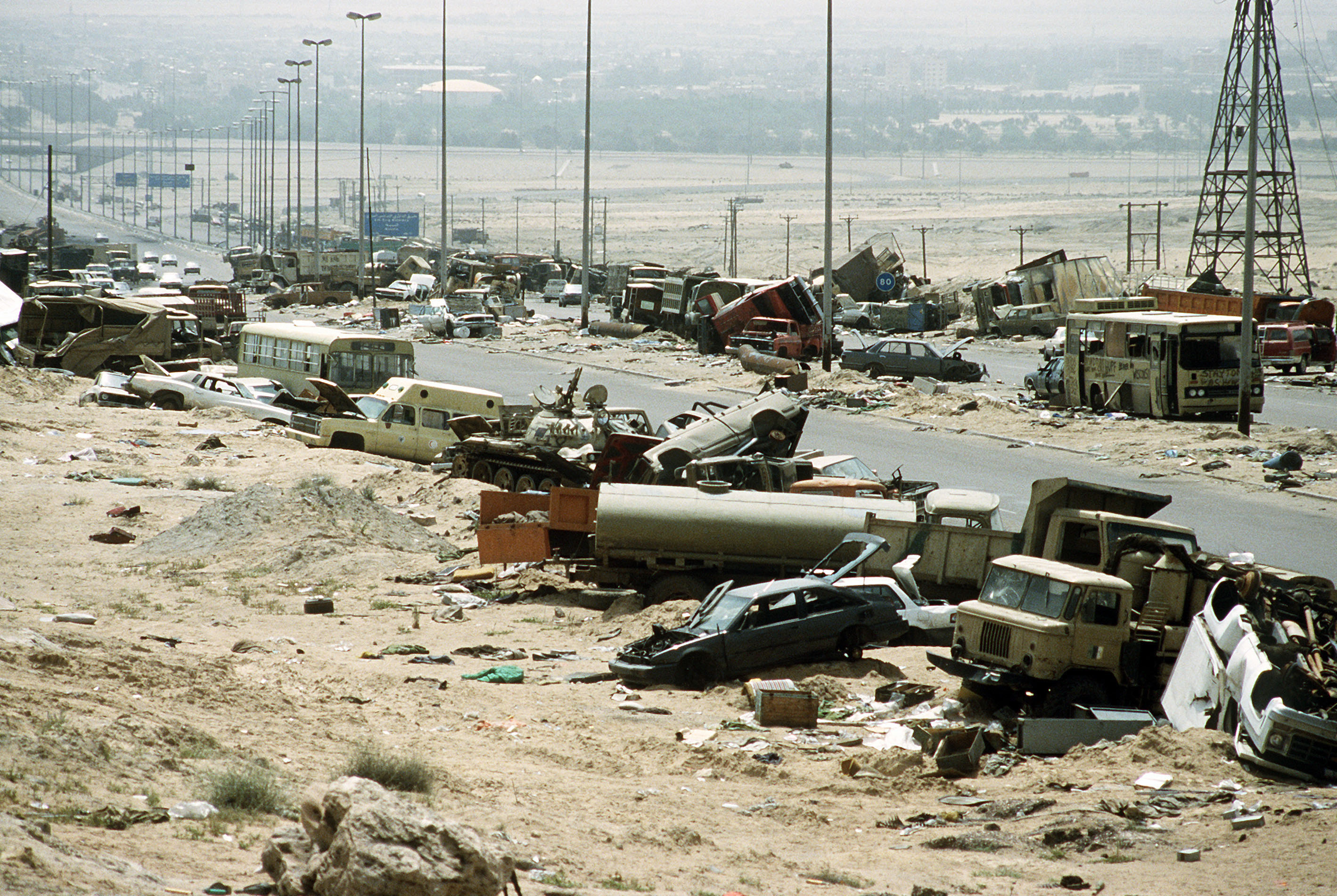
Rozbitá a opuštěná vozidla podél „dálnice 80“ (duben 1991)

Záběry z devastace na silnici jsou jedněmi z nejznámějších obrazů této války. Předpokládá se, že byly jedním z rozhodujících faktorů při rozhodování prezidenta George H. W. Bushe o vyhlášení příměří na následující den. Mnoho iráckých sil však úspěšně uprchlo přes řeku Eufrat a Obranná zpravodajská služba Spojených států odhadovala, že 70 000 až 80 000 vojáků z poražených divizí v Kuvajtu mohlo uprchnout do Basry a vyhnout se tak zajetí.